# EIF2B1
EIF2B1‏ (Eukaryotic translation initiation factor 2B subunit alpha) هوَ بروتين يُشَفر بواسطة جين EIF2B1 في الإنسان.